# Азам Джах
Азам Джах (урду نواب اعظم جاہ; нар. 1797 — 12 листопада 1825) — 12-й наваб Аркоту у 1819—1825 роках.

## Життєпис
Походив з Другої династії Аркот (відома як династія Анварійя або також династія Равтхер). Старший син наваба Азім-уд-Даули. Народився в палаці Чепаук 1797 року. 1819 року спадкував владу. Офіційна церемонія відбулася 3 лютого 1820 року.
Фактично не панував відповідно до угоди 1801 року, отримуючи статки для розкішного існування. Приділяв уваги різнним змаганням, розбудовою власних палаців та бенкетів. Помер 1825 року. Йому спадкував син Гулам Мухаммад Гузе-хан.